# Dan Koppen
Daniel „Dan“ Koppen (* 12. September 1979 in Dubuque, Iowa) ist ein ehemaliger US-amerikanischer American-Football-Spieler auf der Position des Centers. Er spielte für die New England Patriots und die Denver Broncos in der National Football League (NFL).

## Karriere
Koppen besuchte das Boston College und war dort drei Jahre lang erster Center. 2003 wurde er von den New England Patriots in der fünften Runde der NFL Draft ausgewählt. Eigentlich war er nur als Reserve für den damaligen Center der Patriots, Damien Woody, gedacht. Aufgrund einer Verletzung Woodys wurde Koppen jedoch zum Stammspieler. Nachdem die Patriots den Super Bowl XXXVIII gewannen, wechselte Woody zu den Detroit Lions. Koppen blieb Starter und konnte im folgenden Jahr zum zweiten Mal einen Super Bowl (Super Bowl XXXIX) mit den Patriots gewinnen. 2005 verletzte sich Koppen und konnte nicht spielen. Im ersten Spiel der Saison 2011 in Miami brach sich Koppen das Fußgelenk und wurde durch Dan Connolly ersetzt. Dennoch erzielte Tom Brady mit 517 Yards den fünftgrößten Raumgewinn, den je ein NFL-Quarterback erreichte. Koppen unterschrieb für die NFL-Saison 2012 einen Vertrag bei den Denver Broncos und beendete 2013 seine Karriere.

## Privatleben

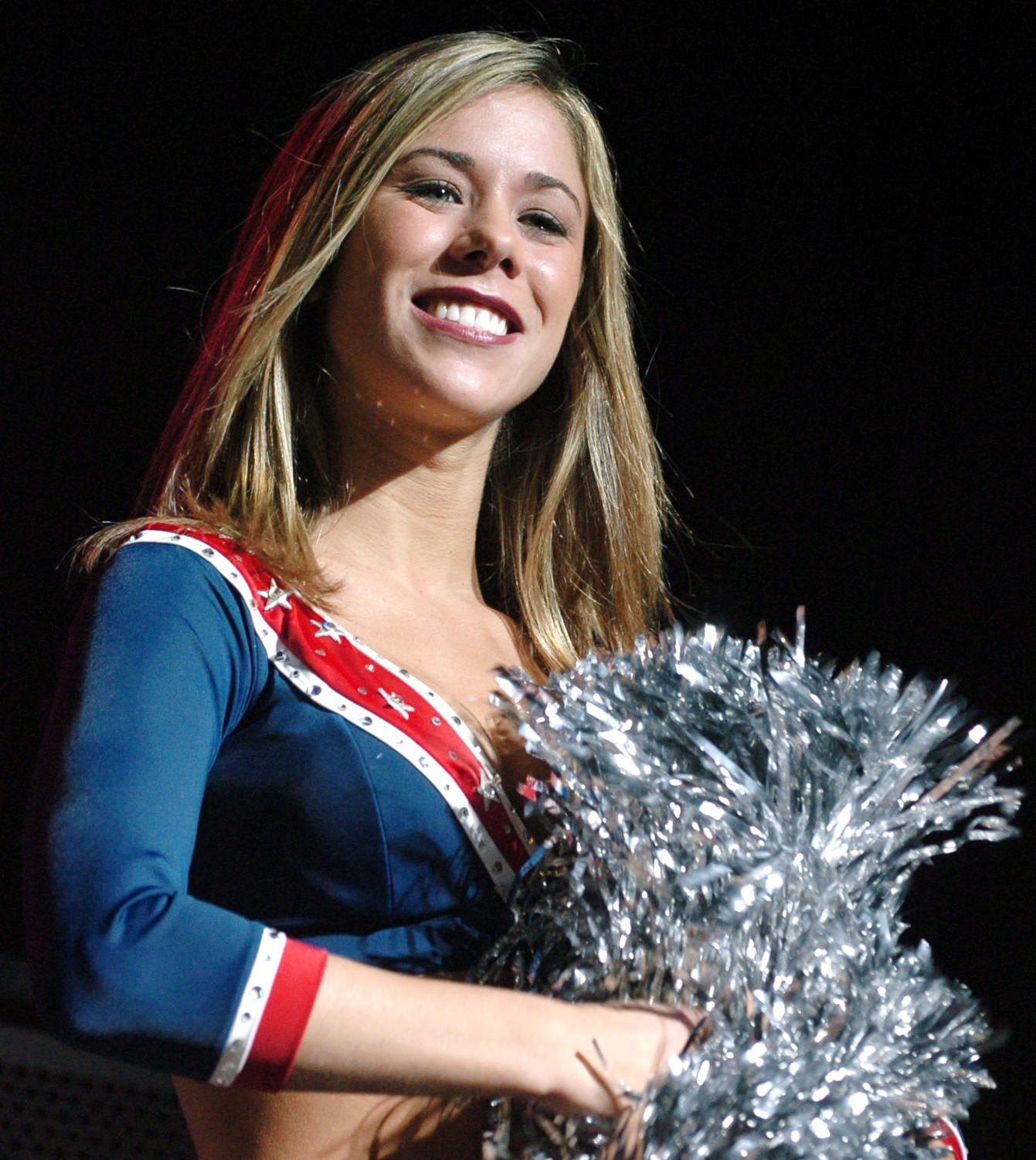
Koppens Ehefrau Amber (Foto aus 2004) war Cheerleaderin der New England Patriots.

Koppen ist mit seiner Frau Amber verheiratet, einer ehemaligen Cheerleaderin der New England Patriots, und die Tochter von Ex-Patriots-Spieler Mark van Eeghen. Sie haben einen gemeinsamen Sohn.